# Birkungen
Birkungen is een dorp in de Duitse gemeente Leinefelde-Worbis in Thüringen. De gemeente maakt deel uit van het Landkreis Eichsfeld.  Birkungen wordt voor het eerst vermeld in een oorkonde uit 1191. In 1995 fuseerde de toen nog zelfstandige gemeente Birkungen met Leinefelde, dat in 2004 opging in de huidige gemeente. 
Beuren · Birkungen · Breitenbach · Breitenholz · Hundeshagen · Kallmerode · Kaltohmfeld · Kirchohmfeld · Leinefelde · Wintzingerode · Worbis